# Ameluk
Ameluk è un film del 2015 diretto da Mimmo Mancini.

## Trama
In un piccolo paese della Puglia, Mariotto, (che nella realtà è una frazione di un paese più grande: Bitonto) è tempo per la Via Crucis del venerdì Santo. Colui che deve interpretare Gesù, il parrucchiere locale, ha un piccolo "infortunio" ed il parroco decide di sostituirlo con il tecnico delle luci; Jusuf (Ameluk per il paese) è però giordano e di fede islamica. La storia sconvolge il paese che si divide tra sostenitori e calunniatori. Proprio i sostenitori decidono addirittura di candidarlo a sindaco nelle imminenti elezioni contro i "signorotti" locali avidi e corrotti. Fra gag e comicità tipica dei paesi del sud Jusuf si distaccherà anche dalla moglie, bigotta e provinciale, per trovare un nuovo amore.

## Produzione
Scritto, diretto e interpretato da Mimmo Mancini, Ameluk è stato girato in Puglia nel 2014.

## Distribuzione
Il film è uscito nei cinema italiani il 9 aprile 2015 distribuito dalla Flavia Entertainment in collaborazione con Draka Distribution.